# Gaël Horellou
Gaël Horellou (* 22. August 1975 in Caen) ist ein französischer Jazzmusiker (Alt-, Sopran- und Baritonsaxophon, Komposition).

## Leben und Wirken
Horellou erhielt zunächst eine klassische Ausbildung. 1992 kam es zu ersten Auftritten mit Schlagzeuger Jean-Benoît Culot. Zwischen 1994 und 1997 war er Mitglied des Collectif Mu. Im Crescent Jazz Club trat er mit Charles Bellanzi, Clovis Nicolas, Wayne Dockery, Éric Le Lann, Steve Grossman, Peter King und Riccardo Del Fra auf. 1996 gründete er mit Philippe Garcia die Gruppe Cosmik Connection, das sich um den Bassisten Jérémie Picard zum Trio erweiterte.
Seit 2000 gehörte er zum Sextett von Laurent de Wilde, mit dem er tourte und die Alben Time for Change und Stories einspielte. 2004 arbeitete er mit ihm zusammen am Album Organics in einem Elektro-Jazz-Quintett, in dem auch Yoann Serra und Philippe Bussonet wirkten. Zwischen 2000 und 2003 gehörte er auch zur Band von Luigi Trussardi, mit dem das Album Introspection entstand. Daneben war er als Studiomusiker an Musikaufnahmen (etwa mit UHT, DJ Volta und DJ Ben) beteiligt und trat im Drum-’n’-Bass-Bereich unter dem Pseudonym Dual Snake auf.
Horellou gründete 2002 die Gruppe NHX mit Yoann Serra am Schlagzeug sowie mit Philippe Bussonnet (Bass), Emmanuel Borghi (Fender Rhodes) und James MacGaw (Gitarre), die bei Magma spielten. Seit 2002 trat er regelmäßig im Trio mit Géraud Portal und Antoine Paganotti oder Philippe Soirat auf; zwischen 2008 und 2012 entstanden drei Alben des Trios.
2007 entstand das Nu-Jazz-Album Explorations. Im Folgejahr gründete Horellou ein Quartett mit Jean-Sebastien Simonoviez, François Gallix und Ari Hoenig, mit der das Live-Album Pour la terre (DTC Records / Harmonia Mundi) entstand. 2013 nahm er im Pariser Jazzclub Le Duc des Lombards ein Live-Album mit Etienne Déconfin (Piano), Viktor Nyberg (Bass), Antoine Paganotti (Schlagzeug) sowie dem Saxophonisten Abraham Burton auf. 2014 wurde das Album BrOoklyn mit Ari Hoenig (Schlagzeug), Etienne Déconfin (Klavier) und Viktor Nyberg (Kontrabass) veröffentlicht. In Quintettbesetzung mit Jeremy Pelt folgte 2017 Coup de Vent.
2015 veröffentlichte Horellou zudem bei DTC Records das Electro-Jazz-Album Synthesis (mit dem Mallet-Spieler David Patrois und Géraud Portal). Er leitete weiterhin das Projekt Identité, eine Fusion von Jazz und Maloya, traditioneller Musik aus La Reunion. Mit Ari Hoenig betrieb er das Duo-Projekt Nasty Factorz.